# 马约 (埃纳省)
马约（法語：Mayot，法語發音：[majo]）是法国上法蘭西大區埃纳省的一个市镇，属于拉昂区。该市镇2009年时的人口为211人。

## 人口
马约人口变化图示
| 数据来源：INSEE |